# Târnava (okręg Hunedoara)
Târnava  – wieś w Rumunii, w okręgu Hunedoara, w gminie Brănișca. W 2011 roku liczyła 127 mieszkańców.